# جزيرة لينغا (إسكتلندا)

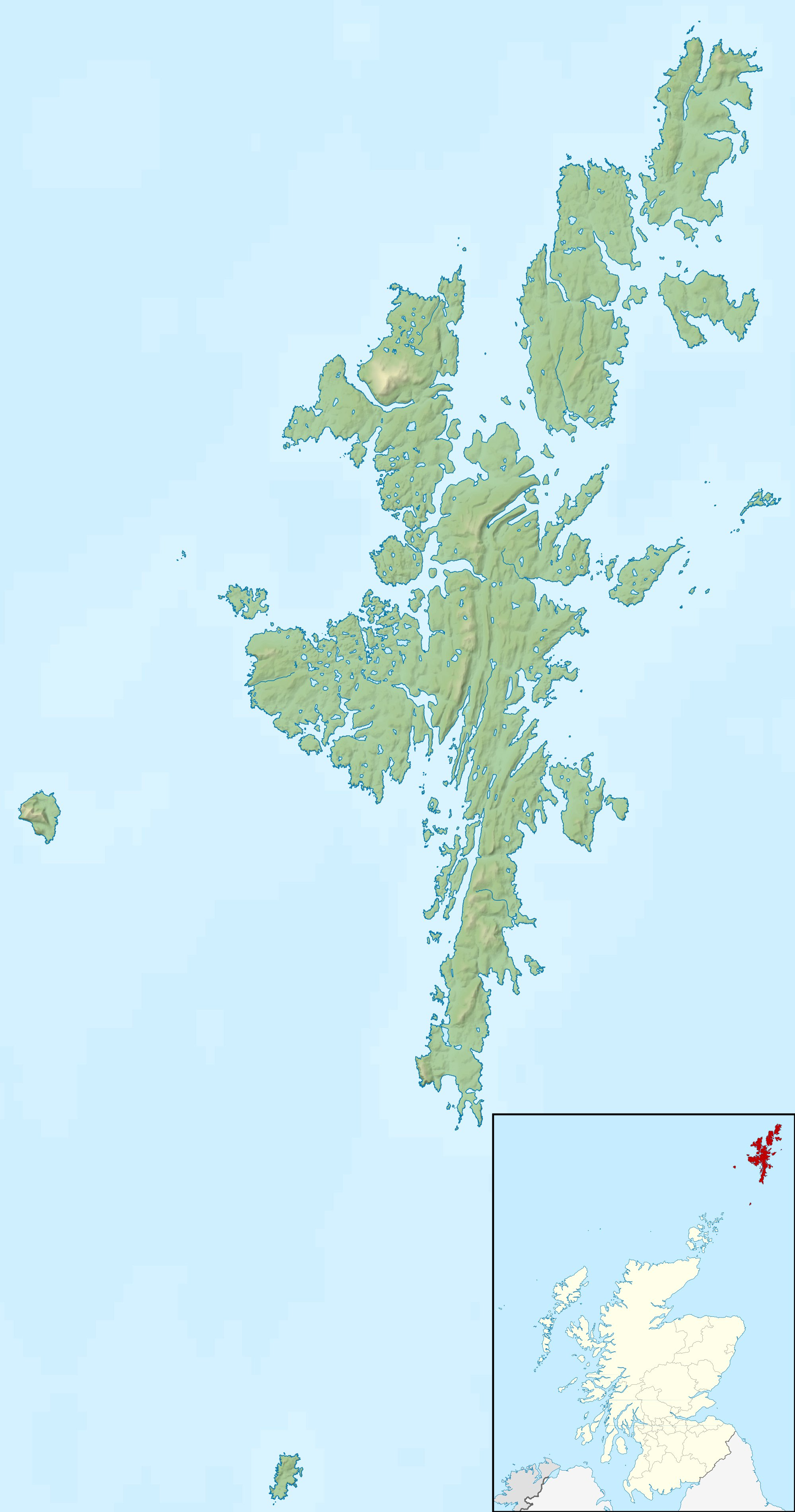
موقع لينغا في خريطة شتلاند

لينغا هي جزية صغيرة وغير مأهولة بالسكان. تقع شرق ماكل رو في جزيرة شتلاند في اسكتلندا.والجزيرة شبه دائرية الشكل وأعلى ارتفاع فيها هو 69 متر ( 226 قدم ) .
مساحتها 70 هكتار ( 0.27 متر مربع ).

## الجغرافيا والجيولوجيا
جزيرة لينغا هي شبه مستديرة بقمة في أوسطها . تقع جزيرة لينغا بين أفواه أولان فيرث وجون فيرث على الساحل الغربي ليابسة شتلاند. يحيطها من الشمال ديلتنج في اليابسة وتحيطها اليابسة أيضاً من الجنوب إلى الشرق. تحدها بابا ليتل من الجنوب الغربي ومافيس جريند من الشمال.
هنالك صخور مغمورة تعرف باسم (جروين با) من جهة الجنوب.
تتألف الجزيرة من النيس (صخر صواني) والشست (صخر متبلور) مع بعض الكوارتز والصخور الرسوبية. حيث أنه من مناظرها وصورها الطبيعية عشبها الخام ونبات الخلنج.

## الحواشي
- Area and population ranks: there are c. 300 islands >20ha in extent and 93 permanently inhabited islands were listed in the 2011 census.
- 2001 UK Census per List of islands of Scotland
- Haswell-Smith, Hamish (2004). The Scottish Islands. Edinburgh: Canongate. ISBN 978-1-84195-454-7.
- Ordnance Survey. Get-a-map (Map).
- "Overview of Linga". Gazetteer for Scotland. Retrieved 2008-01-06.

Coordinates: 60°21′31″N 1°21′27″W